# Arrondissement de Mayen-Coblence
 (mars 2025).
Si vous disposez d'ouvrages ou d'articles de référence ou si vous connaissez des sites web de qualité traitant du thème abordé ici, merci de compléter l'article en donnant les références utiles à sa vérifiabilité et en les liant à la section « Notes et références ».
L'arrondissement de Mayen-Coblence est un arrondissement (Landkreis en allemand) de Rhénanie-Palatinat (Allemagne).
Son chef lieu est Coblence.
Au 31 décembre 2022, sa population est de 218 210 habitants.

## Villes, communes et communautés d’administration
(nombre d’habitants en 2006)
Communes/villes non fusionnées :
| Andernach * (29 676) Bendorf * (17 373) Mayen * (19 150) |

Verbandsgemeinden (communes fusionnées) avec leurs communes membres :
* Siège de l’administration de la Verbandsgemeinde
| - 1. Commune fusionnée de Maifeld 1. Einig (152) 2. Gappenach (335) 3. Gering (422) 4. Gierschnach (280) 5. Kalt (488) 6. Kerben (433) 7. Kollig (492) 8. Lonnig (1 191) 9. Mertloch (1 494) 10. Münstermaifeld, ville (3 483) 11. Naunheim (444) 12. Ochtendung (5 199) 13. Pillig (500) 14. Polch, ville * (6 623) 15. Rüber (858) 16. Trimbs (660) 17. Welling (898) 18. Wierschem (338) - 2. Commune fusionnée de Mendig 1. Bell (1 473) 2. Mendig, ville * (8 679) 3. Rieden (1 344) 4. Thür (1 518) 5. Volkesfeld (564) - 3. Commune fusionnée de Pellenz [Siège de l'administration: Andernach] (avant: Andernach-Land) 1. Kretz (727) 2. Kruft (3 927) 3. Nickenich (3 665) 4. Plaidt (5 885) 5. Saffig (2 133) | - 4. Commune fusionnée de Rhens 1. Brey (1 609) 2. Rhens, ville * (2 963) 3. Spay (1 958) 4. Waldesch (2 238) - 5. Commune fusionnée de Untermosel 1. Alken (652) 2. Brodenbach (651) 3. Burgen (771) 4. Dieblich (2 410) 5. Hatzenport (687) 6. Kobern-Gondorf * (3 261) 7. Lehmen (1 403) 8. Löf (1 516) 9. Macken (360) 10. Niederfell (1 065) 11. Nörtershausen (1 118) 12. Oberfell (1 144) 13. Winningen (2 457) 14. Wolken (1 100) - 6. Commune fusionnée de Vallendar 1. Niederwerth (1 399) 2. Urbar (3 125) 3. Vallendar, ville * (8 548) 4. Weitersburg (2 254) | - 7. Commune fusionnée de Vordereifel [Siège de l'administration: Mayen] (avant: Mayen-Land) 1. Acht (84) 2. Anschau (293) 3. Arft (278) 4. Baar (812) 5. Bermel (368) 6. Boos (616) 7. Ditscheid (260) 8. Ettringen (2 795) 9. Hausten (360) 10. Herresbach (467) 11. Hirten (266) 12. Kehrig (1 169) 13. Kirchwald (1 005) 14. Kottenheim (2 769) 15. Langenfeld (739) 16. Langscheid (93) 17. Lind (56) 18. Luxem (300) 19. Monreal (867) 20. Münk (262) 21. Nachtsheim (585) 22. Reudelsterz (406) 23. Sankt Johann (957) 24. Siebenbach (212) 25. Virneburg (450) 26. Weiler (526) 27. Welschenbach (50) - 8. Commune fusionnée de Weißenthurm 1. Bassenheim (2 915) 2. Kaltenengers (2 079) 3. Kettig (3 370) 4. Mülheim-Kärlich, ville (10 735) 5. Sankt Sebastian (2 445) 6. Urmitz (3 505) 7. Weißenthurm, ville * (7 768) |